# فنسنت فاولر
فنسنت فاولر (بالإنجليزية: Vincent Fuller)‏ هو لاعب كرة قدم أمريكية أمريكي، ولد في 3 أغسطس 1982 في بالتيمور في الولايات المتحدة.

## وصلات خارجية
- فنسنت فاولر على موقع مرجع كرة القدم المحترفة.كوم (الإنجليزية)